# Polder van Oss
De Polder van Oss is een polder en voormalig waterschap in de Nederlandse provincie Noord-Brabant. Het waterschap is voor 1789 opgericht in de gemeente Oss. Het waterschap besloeg een gebied ten noordwesten van de plaats Oss van 963 bunder, 73 roeden en 34 ellen. Het waterschap beheerde naast de polder 6670 ellen dijk. 
De Buitenpolder van Geffen waterde af op de Hertogswetering. Op dezelfde plaats waterde het waterschap Buitenpolder van Geffen eveneens af. Via de Hertogswetering werd het water naar de Maas geleid. In 1942 werd het waterschap opgeheven. Het gebied wordt tegenwoordig beheerd door het waterschap Aa en Maas.